# 1651

## Esdeveniments
- 20 de juliol - Escòcia: A la batalla d'Inverkeithing, l'exèrcit anglès, comandat pel major general John Lambert, derrota l'exèrcit escocès, dirigit per John Brown of Fordell i en nom de Carles II.[1]
- La pesta s'escampa per tot Catalunya, provinent de València, a través dels moviments de tropes durant la Guerra de Separació i s'hi mantingué fins al 1654.[2]

## Naixements
Països Catalans
- 21 de desembre, València: Tomàs Vicent Tosca i Mascó, erudit valencià, matemàtic, cartògraf i teòleg, a banda de creador del moviment Novatores.

Resta del món
- 31 de març: Carles II, Príncep elector del Kurpfalz (†1685).
- 21 d'abril: Joseph Vaz, apòstol de Ceilan o Sri Lanka.[3]
- 10 d'abril: Ehrenfried Walter von Tschirnhaus, matemàtic alemany.[4]
- 30 d'abril: Joan Baptista de La Salle, reformador francès de l'educació.
- 27 de maig: Louis Antoine de Noailles, arquebisbe de París.[5]
- 6 d'agost, Perigord, Aquitània: François Fénelon, prelat, teòleg quietista, missioner als hugonots i escriptor occità.
- 16 de setembre: Engelbert Kaempfer, metge i viatger alemany.[6]
- 21 d'octubre, Dunkerque: Jean Bart, almirall flamenc que va servir a l'armada francesa.[7]
- 12 de novembre: San Miguel Nepantla (Mèxic): Sor Juana Inés de la Cruz, religiosa jerònima i escriptora mexicana (m. 1695).[8]
- Margarida d'Espanya, filla de Felip IV i casada amb l'emperador Leopold I del Sacre Imperi Romanogermànic.

- París: Jean-François Lalouette, músic francès del Barroc.
- Oxford: William Turner, compositor

## Necrològiques
- 8 de juny, Japó: Tokugawa Iemitsu, 34è shogun.
- 7 d'abril: Comte Lennart Torstenson, enginyer i comandant en cap de l'exèrcit suec a Alemanya durant la Guerra dels Trenta Anys (77 anys)[9]
- 2 de juliol, París: Nicolas Caussin, jesuïta i teòleg francès
- 22 d'agost: Execució de Christopher Love, predicador protestant gal·lès a la Torre de Londres.[10]
- 27 de setembre: Maximilià I de Baviera, Elector de Baviera (78 anys).
- 25 d'octubre: Mor Sant Job de Pochayiv, sant ortodox ucraïnès[11]
- 26 de novembre: Henry Ireton, cap de la Guerra Civil Anglesa[12]
- Kösem Sultan, soldà regent de l'Imperi Otomà.
- Alcalá la Real: Garcia Gil de Manrique y Maldonado, 92è President de la Generalitat de Catalunya i Bisbe de Girona (1627-33) i de Barcelona (1633-51).